# Biebersteinia
Biebersteinia és l'únic gènere de la família de les Biebersteiniaceae, dins l'ordre de les sapindals. Aquest gènere de plantes amb flors conté 4 espècies de plantes herbàcies. Es troben des de l'est de la regió mediterrània fins a Sibèria occidental i l'Àsia central.

## Taxonomia
Anteriorment aquest gènere està ubicat a la família Geraniaceae, però els estudis de filogenètica molecular li van donar una posició basal dins les Sapindals. En el sistema APG III (2009) aquest gènere es va incloure a la família Biebersteiniaceae.
Aquest gènere comprèn aquestes quatre espècies:
- Biebersteinia heterostemon Maxim.
- Biebersteinia multifida DC.
- Biebersteinia odora Stephan
- Biebersteinia orphanidis Boiss.